# Soul jazz
Il soul jazz è un genere musicale sviluppatosi dall'hard bop, cui aggiunse forti tinte  blues, gospel e rhythm and blues. A differenza dell'hard bop, il soul jazz enfatizzava una pulsazione ritmica più ripetitiva, con cadenze melodiche più stilizzate e assoli meno complessi rispetto a quelli praticati in altri stili. Nonostante la condivisione della parola "soul", il "soul jazz" e la "soul music" sono generi abbastanza distanti: nella soul music, le influenze blues e gospel sono molto più importanti.
Il soul jazz si sviluppò negli anni cinquanta e raggiunse il picco della sua popolarità negli anni settanta, benché molti elementi dello stile, così come molti degli interpreti, siano rimasti popolari anche nei primi anni del XXI secolo.
Formazione caratteristica di questo genere era il piccolo gruppo, spesso sotto forma di un trio d'organo, un trio cioè in cui la parte della tastiera era assegnata ad un organo Hammond, uno strumento che giocò un ruolo di particolare importanza per questo genere, cui diede molti protagonisti: Bill Doggett, Charles Earland, Richard "Groove" Holmes, Les McCann, Jack McDuff, Jimmy McGriff, Lonnie Smith, Don Patterson, Jimmy Smith e Johnny Hammond Smith.
Il sax tenore mantenne nel soul jazz un ruolo da protagonista e fu suonato da musicisti quali Gene Ammons, Eddie "Lockjaw" Davis, Eddie Harris, Houston Person, Stanley Turrentine. Il sax contralto fu invece lo strumento preferito da Lou Donaldson e Hank Crawford.
Una registrazione famosa di soul jazz è ad esempio "The In Crowd" di Ramsey Lewis (1965).